# Wij

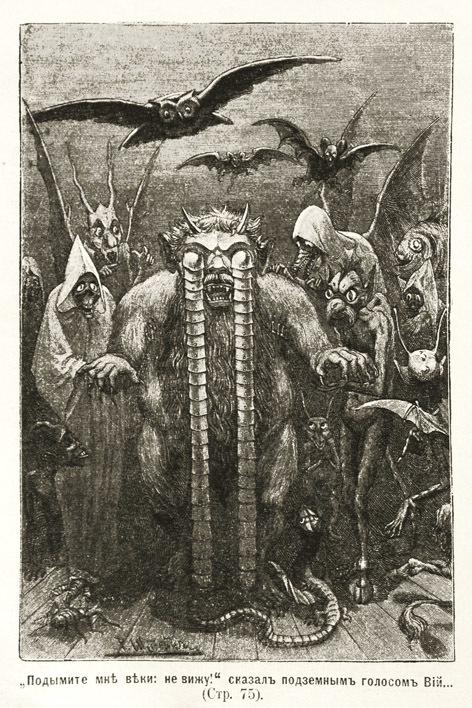

Wij, o Vij, è insieme a Zmaj uno degli unici due draghi della mitologia slava di cui si conosca il nome. Le informazioni su questa creatura sono molto frammentarie. Abitava nell'aldilà, dove era uno dei servi di Černobog o di Nija. Era anche il comandante dell'esercito infernale e aveva il compito di radunare le armate delle tenebre per lo scontro finale. Probabilmente giaceva addormentato per la maggior parte del tempo. Il suo sguardo poteva uccidere, e le sue palpebre erano così pesanti che i demoni inferiori dovevano continuamente sostenerle con le loro forche. Alcune leggende parlano del mito del combattimento tra Perun e Wij.